# Enda Kenny
Enda Kenny (en irlandés: Éanna Ó Coinnigh; Castlebar, Mayo, 24 de abril de 1951) es un político irlandés, fue Taoiseach (primer ministro) de Irlanda desde 2011 hasta 2017 y líder del partido conservador y demócrata-cristiano Fine Gael. Fue líder de la oposición en el Dáil Éireann hasta marzo de 2011, un mes después de que su partido ganase las elecciones generales. El 6 de mayo de 2016, tras dos meses de negociaciones posteriores a las elecciones generales de Irlanda de 2016, se alcanzó un acuerdo para un gobierno en minoría liderado por el Fine Gael, y Kenny fue reelecto como Taoiseach.
Enda Kenny accedió a la dirección del Fine Gael en 2002, después de unas desastrosas elecciones generales que provocaron la dimisión del entonces líder Michael Noonan.
Obtuvo su escaño en el Dáil Éireann en 1975, con solo 24 años, y dirigió el Ministerio de Turismo y Comercio entre 1994 y 1997.

## Biografía
Enda Kenny nació en Derrywash en el pueblo de Islandeady cerca de Castlebar, fue el tercer hijo de cinco. Estudió en la Escuela Nacional de San Patrick en Cornanool y posteriormente en el Colegio de San Gerald (de La Salle) en Castlebar. Años después, Kenny asistió al Colegio de San Patrick de Educación en Dublín e ingresó a la Universidad de Galway. Trabajó brevemente como profesor de escuela primaria.
Kenny se casó con Fionnuala O'Kelly en 1992, quien ha sido descrita por los medios de comunicación como su "mejor activo" y su "arma secreta". O'Kelly es prima hermana de Seán Kelly, el expresidente de la Asociación gaélica Atlética (GAA). La familia Kelly al principio viene de la parroquia de Kilcummin cerca de Killarney, Condado Kerry. Enda y Fionnuala tienen tres niños: una hija y dos hijos. La pareja se conoció en Leinster House donde O'Kelly trabajaba como funcionario de informaciones públicas para el Fianna Fáil. Ella trabajó posteriormente en la RTÉ.
Kenny ha subido al Kilimanjaro. Es un ferviente hincha de su equipo de fútbol gaélico Mayo GAA. También jugó al fútbol gaélico para su club local, Islandeady, del cual es el presidente. Su padre, Henry Kenny, ganó una medalla All-ireland con el equipo en 1936. Su abuelo era un farero.

## Renuncia
El 17 de mayo de 2017 Enda Kenny anunció por medio de un comunicado en su cuenta de Twitter su abandono del liderazgo del partido Fine Gael, abriendo el proceso para elegir a un nuevo jefe de Gobierno, y que permanecería al frente del ejecutivo de Dublín hasta que el partido elija un nuevo líder el día 2 de junio. Su salida se adelantó por las críticas a su gestión de un escándalo en la policía.